# Нахотка
Нахотка (рус. Находка) град је у Русији у Приморском крају. Према попису становништва из 2010. у граду је живело 159.695 становника.
Находски залив, где се сместио данашњи град, је открила руска корвета 1859. године, тражећи склониште пред надолазећом олујом. Стога име Нахотка, које на рускоме значи „откриће“, „нађена“.
До 1950. године је била мало рибарско место. Све се то променило кад је совјетска власт променила статус Владивостоку, одлучивши да тамо буде база у којој ће бити смештена руска тихоокеанска флота. Владивосток је био затворен за странце и стране бродове. Тако је од 1950- 1991. Находка била главна лука Русије на Далеком истоку.
Нахотка је брзо расла. Бројне зграде у њој датирају од 1950-их, када су јапански ратни заробљеници били коришћени као присилна радна снага за изградњу стамбених зграда за лучке раднике. Градска привреда се темељила на луци и делатностима везаним уз њу, као што је прерада и конзервирања рибе. У том период Находка је процвала. Врхунац су биле 1970-е и 1980-е, када се град добро одржавао, јер је био једина руска далекоисточна лука заиста отворена странцима. Служила је и као источни терминал за путнички део Транссибирске железнице.
Отварањем Владивостока за странце је почело лоше доба за Нахотку, јер је изгубила свој првобитни значај. Девалвација рубље као резултат азијске привредне кризе 1998. је донела још већи ударац Нахотки. Привредни опоравак се назире откад су средишња влада у Москви и покрајинска у Владивостоку одлучиле отворити тај крај страним улагањима, прогласивши Нахотку слободном економском зоном. Према попису становништва из 2010. у граду је живело 159719 становника.

## Становништво
Према прелиминарним подацима са пописа, у граду је 2010. живело 159.695 становника, 10.869 (7,30%) више него 2002.
| 1959.  | 1970.   | 1979.   | 1989.   | 2002.   | 2010.   |
| ------ | ------- | ------- | ------- | ------- | ------- |
| 63.725 | 103.659 | 133.201 | 160.056 | 148.826 | 159.719 |

## Партнерски градови
- Оукланд
- Maizuru
- Пукет